# أريغارون منتشر
أريغارون منتشر (الاسم العلمي: Erigeron divergens) هو نوع من النباتات يتبع جنس الأريغارون من الفصيلة النجمية.